# Podocnemis vogli
Podocnemis vogli là một loài rùa trong họ Podocnemididae. Loài này được Müller mô tả khoa học đầu tiên năm 1935.